# Mordviner

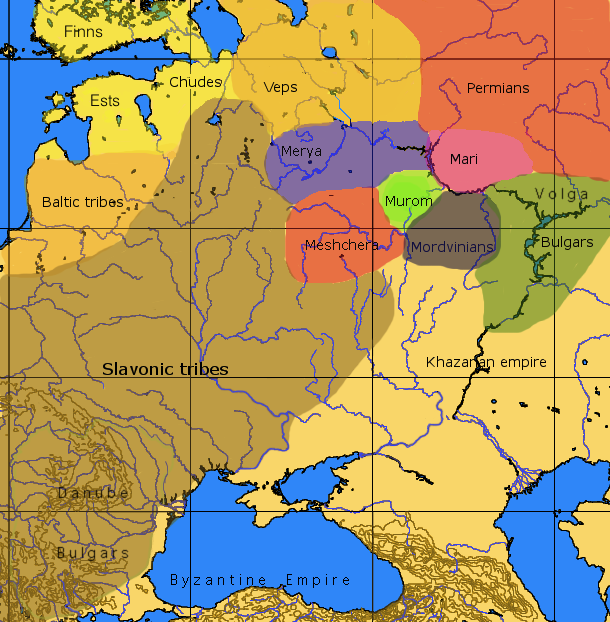
Mordvinernas historiska bosättningsområde i grått

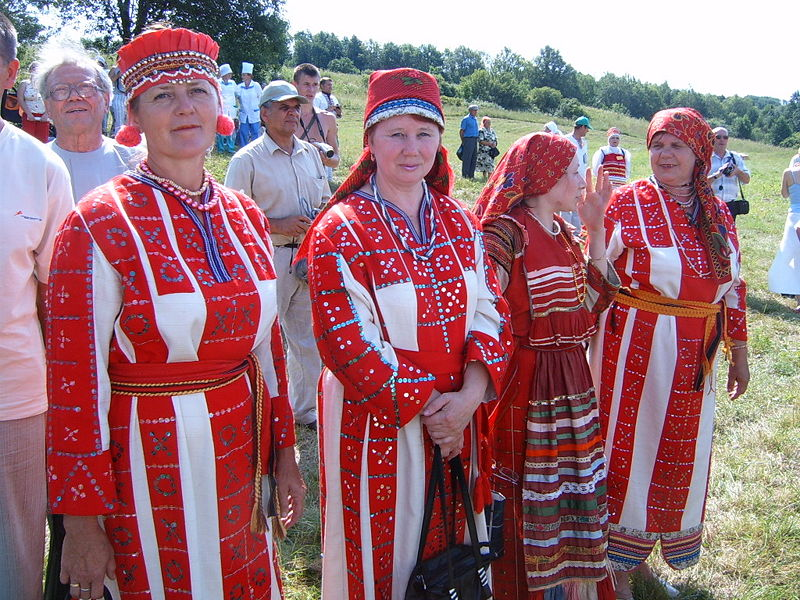
Erzya-kvinnor från Penza Oblast iklädda traditionella dräkter

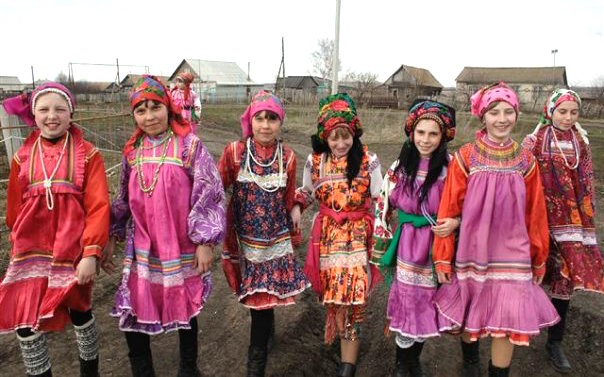
Moksja-flickor iklädda traditionella dräkter

Mordviner är ett finsk-ugriskt folk bosatt mellan Volga och Oka. Det är den största finsk-ugriska folkgruppen i Ryska federationen. De är till antalet 850 000 enligt en rysk folkräkning år 2002, men endast 32 procent bor i Mordvinien. I fråga om totalantalet kommer mordvinerna på tredje plats bland de finsk-ugriska folken efter ungrarna och finnarna.

## Historia
De äldsta bebyggelsehistoriska spåren inom mordvinernas utbredningsområde härrör från neolitikum. Den tidens förfäder till mordviner bodde i området mellan Volga och Oka.
Mordvinerna kan i trakten av Oka följas tillbaka till 500-talet. Den första säkra historiska kunskapen om dem härstammar från Jordanes krönika 551, där den allmänna benämningen mordens möter oss för första gången. Senare (950) betecknade den bysantinske kejsaren Konstantinos VII mordvinernas land med namnet Mordia. Arkeologiskt kan man exakt följa utvecklingen av de mordvinska stammarna alltifrån 600-talet e.Kr., då den Gorodetska kulturen härskade i detta område. Denna kultur företer gemensamma drag med den kulturform som vid samma tid härskade i Baltikum och södra Finland. Även merier och muromer anses ha tillhört samma kulturkrets.
Nestorskrönikan berättar om striderna mellan ryssar och mordviner. Muromis furste Jaroslav försökte 1103 underkuva mordvinerna. Mot ryssarnas upprepade anfall skyddade sig mordvinerna genom att bygga fästningsvallar. Men kampen mot ryssarna försvårades av att det inte fanns någon central statlig administration och att det härskade inbördes rivalitet mellan de två stamhövdingarna. Stamhövdingen för de norra områdena var Purgas (erzja) och för de södra Pureš (mokša). Pureš ingick förbund med ryssarna med vars hjälp han besegrade sin konkurrent Purgas. Fientligheterna upphörde mot slutet av 1200-talet, då både ryssar och mordviner hamnade under tatarisk överhöghet. Tatarerna lät mordvinerna behålla sitt tidigare ekonomiska system och sitt samhällssystem, varmed kan förklaras mordvinernas och tatarernas relativt fredliga samexistens. Mordvinerna deltog t.o.m. som soldater i tatarernas härtåg mot Central- och Västeuropa. Tatarerna kunde dock inte hindra ryssarnas intrång på mordvinska områden på 1300- och 1400-talen. En del av mordvinerna ingick förbund med ryssarna och började tillsammans med dem kämpa mot tatarerna.
När Ivan den förskräcklige krossade Kazankhanatet 1552 hamnade mordvinerna under rysk överhöghet. Nu tog även den ryska inflyttningen till området stora proportioner. Det ryska förtrycket (med livegenskap) och omvändelsearbetet under 1700-talet ledde till anslutninge till flera uppror (som Stenka Razins och Pugatjovs). Det kan nämnas att mordvinernas "huvudpenning" (som erlades i spannmål) år 1737 var dubbelt så hög som ryssarnas. Det sista upproret ägde rum 1808-10. De mordvinska stormän som övergick till kristendomen upptogs i den ryska adeln och de tillförsäkrades dessutom ekonomiska förmåner. Detta gynnade också förryskningen. Mordvinerna utgör drygt en miljon individer, men de bildar ingen enhetlig utbredd massa utan delvis smärre, isolerade språkområden. Många mordviner flydde efter nederlagen österut. Utspriddheten är ett direkt resultat av fientligheterna. 
I samband med revolutionen 1905 förekom stora oroligheter, varvid bl.a. en femtedel av alla gods förstördes. Efter ryska revolutionen 1917 tilltog industrialisering och inflyttning av ryssar, medan mordvinernas utflyttning ökade och pågår ännu.

## Namn, seder och bruk
I syrjänskan betyder mort och i votjakiskan murt "människa". Det är dock ovisst om detta i mordvinskan okända permiska ord kan ha blivit den allmänna benämningen på ett folk. Snarare är detta namn ett lån från ryskan. I flera fall är nämligen namn på folk och nationaliteter lån från andra språk.
I början hörde till mordvinerna de tatariserade karatai och de förryskade terjuchanerna. Enligt uppgift från 1959 talar 78 procent av mordvinerna modersmålet. De delas (även språkligt) i två huvudgrupper, erzya i norr och moksja i söder. Namnet erzya nämns från 900-talet upprepade gånger i arabiska källor. Namnet moksja förekommer första gången på 1200-talet i formen Moxel. Det härrör från franciskanen Vilhelm av Ruysbroek, som varit sändebud hos mongolerna. Mordvinernas folkkultur dokumenterades från 1800-talets mitt av åtskilliga ryska och finländska etnografer och språkvetare som Heikki Paasonen.
Gamla religiösa bruk har bevarats nästan fram till våra dagar. Därför utgör mordvinerna det bästa undersökningsobjektet när det gäller de finsk-ugriska folkens forna trosföreställningar. I dessa intar dödskulten en central plats. Livet bortom graven ses som en fortsättning av livet här på jorden. Man dyrkade främst naturgudomligheter, som himmelsguden och åskguden. Även solen och månen ansågs som gudomligheter. Övriga hade status av feer och de benämndes vanligen med namnet "moder". Sådana är Vir-ava, Ved'-ava, Tol'-ava, dvs. skogsmoder, vattnets moder, vindarnas moder.